# Novasio Ridge
Novasio Ridge är en bergstopp i Antarktis. Den ligger i Östantarktis. Nya Zeeland gör anspråk på området. Toppen på Novasio Ridge är 1 352 meter över havet.
Terrängen runt Novasio Ridge är varierad. Trakten är obefolkad. Det finns inga samhällen i närheten.